# Јоп Зутемелк
Јоп Зутемелк (хол. Joop Zoutemelk; 3. децембар 1946). је бивши холандски професионални бициклиста у периоду од 1970. до 1987. Највећи успех остварио је 1980. године када је освојио Тур де Франс, годину раније, освојио је Вуелта а Еспању.

## Каријера

### Јуниорска каријера
Зутемелк је рођен у Хагу, био је клизач и регионални шампион пре него је почео да се бави бициклизмом 1964. Одмах је оставио добар утисак победивши на многим тркама прве сезоне.
Возио је добро колико и сениори, 1969. освојио је Тур Југославије, три етапе на Туру Аустрије и Тур Авенир.
Године 1968. освојио је златну медаљу на Летњим олимпијским играма у Мексику, у екипном хронометру.

### Професионална каријера
Зутемелк је почео професионалну каријеру 1970. године и исте године је освојио друго место на Тур де Франсу, завршивши иза Едија Меркса.
Године 1971, освојио је национално првенство и завршио је опет иза Меркса на Туру, док је на Вуелта а Еспањи освојио шесто место и брдску класификацију. 1972. завршио је Тур на петом месту, а 1973. на четвртом, победивши на две етапе, исте године освојио је по други пут национално првенство и завршио је трећи на Париз—Ници и Критеријуму Дофине. 1974. се попео степеник више на Париз—Ници, где је освојио и три етапе. Освојио је Тур Романдије, а није возио ниједну гранд тур трку.
Године 1975, освојио је Париз—Ницу и трку око Холандије, док је на Тур де Франсу завршио четврти. 1976. освојио је Флеш Валон и трећи пут је освојио друго место на Тур де Франсу, уз три етапне победе, а 1978. освојио је друго место на Туру по четврти пут.
Године 1979, Зутемелк је завршио на Туру иза Бернара Иноа и то је био пети пут да је освојио друго место, након чега је освојио Вуелта а Еспању.
Године 1980, Зутемелк је коначно освојио Тур де Франс, уз четири етапе, Бернар Ино је морао да се повуче због повреде и многи критичари су то означили као једини разлог што је Зутемелк освојио. 1982. је био други на Туру по шести пут, опет уза Бернара Иноа, након четвртог места претходне године.
У наредне четири године, колико је возио, није имао успеха на Туру, а освојио је светско првенство 1985. године. Задњу победу остварио је 1987. године, када је освојио Амстел голд рејс

## Допинг
Зутемелк је пао на допинг тесту на Тур де Франсу 1977, 1979 и 1983. године, али није био кажњен јер се допинг сопственом крвљу тада није сматрао за страшну ствар. Зутемелк није био позитиван на допингу 1980. када је освојио Тур де Франс.

## Крај каријере и приватни живот
Након 18 година у професионалном каравану, завршио је каријеру 1987. године и наставио свој рад као спортски директор. 10 година је провео у Рабобанку, од 1996. до 2006. године, када се и дефинитивно повукао из бициклизма након Вуелта а Еспање.
Зутемелков син Карл, бавио се бициклизмом у моунтајн бајку и био је француски шампион.